# Ріу-де-Мойнюш (Алжуштрел)
Ріу-де-Мойнюш (порт. Rio de Moinhos; МФА: [ˈʁi.u dɨ mu.ˈi.ɲuʃ]) — парафія в Португалії, у муніципалітеті Алжуштрел. Розташована в південній частині країни, на теренах історичної португальської провінції Алентежу. Входить до складу округу Бежа. За адміністративним поділом, чинним до 1976 року, терени парафії були складовою провінції Нижнє Алентежу. Належить до Безької діоцезії Католицької церкви. Патрон — святий Яків. Площа — 37,4347 км². Населення — 741 ос. (2011). Слабо урбанізований регіон. Густота населення — 19,79 осіб/км²
. Код — 020105.

## Населення
| 1991 | 2001 | 2011 |
| 937  | 864  | 741  |